# Kriemhildmühle
Kriemhildmühle — историческая ветряная мельница в городе Ксантене (федеральная земля Северный Рейн — Вестфалия). Это единственная мельница в регионе Нижний Рейн, постоянно использующаяся по своему основному назначению. Расположена по адресу Nordwall 5.

Здание мельницы было возведено в конце 14 века и использовалось в качестве башни городской стены Ксантена. Башня была сильно повреждена во время Тридцатилетней войны, но тем не менее вплоть до окончания Семилетней войны в 1763 году использовалась как помещение ночной стражи, поэтому в те годы башня носила название «Башня ночной стражи» (нем. Nachtwächtertturm).

В 1778 году башню для личных целей приобретает торговый агент Герхард Шлесс и после ремонта обустраивает в башне беседку. В 1804 году он пристраивает к башне маслобойню в виде ветряной мельницы высотой 19,3 м. Вскоре после этого Шлесс продаёт башню с маслобойней мельнику, который и переоборудует её в мукомольную мельницу. Уже в качестве мельницы в 1843 году здание было приобретено городом Ксантен в муниципальную собственность.

В 1992 году Kriemhildmühle вновь начала эксплуатироваться в качестве мукомольни и пекарни. Выпеченный хлеб там же и продаётся. Посетители могут осматривать мельницу прямо во время работы.

Мельница носит своё имя в честь бургундской принцессы Кримхильды — героини германского эпоса «Песнь о Нибелунгах». Примечательно, что раньше также существовала и мельница, названная в честь другого героя «Песни о Нибелунгах» Зигфрида из Ксантена.